# Victoria Rupes
Victoria Rupes est un escarpement situé sur Mercure.
Ce relief fut ainsi nommé par l'Union astronomique internationale en 1976 en hommage au Victoria, premier navire à avoir accompli le tour du monde.
Il a donné son nom à la région de Mercure dans laquelle il se situe, le quadrangle de Victoria (quadrangle H-2).

## Intérêt géologique
Les scientifiques s’intéressent particulièrement à la structure de contraction dont fait partie Victoria Rupes. Cette structure de contraction pourrait correspondre aux ceintures de plissement-chevauchement (fold-and-thrust belt) sur Terre. Sa compréhension apportant éventuellement une réponse à la déformation dans le temps de la croûte de Mercure.

## Galerie

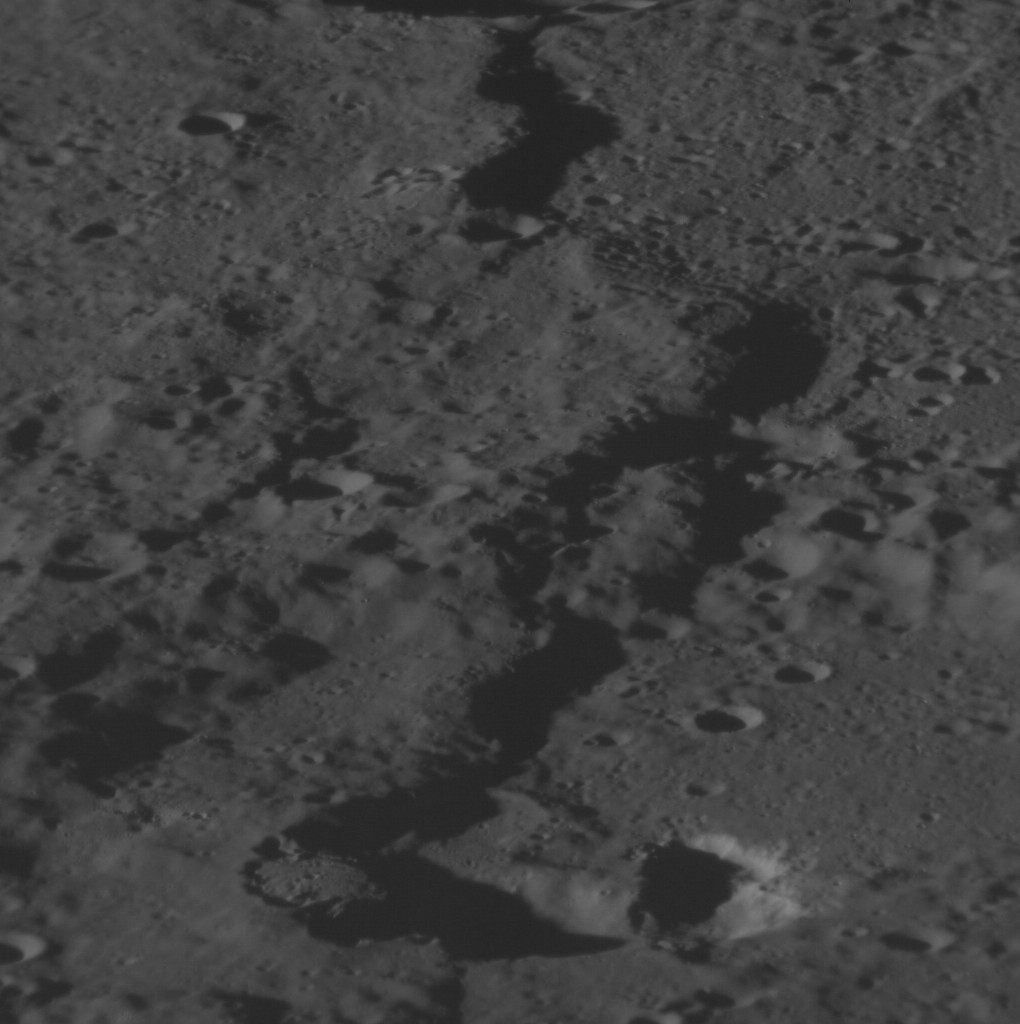
Photographie par MESSENGER.
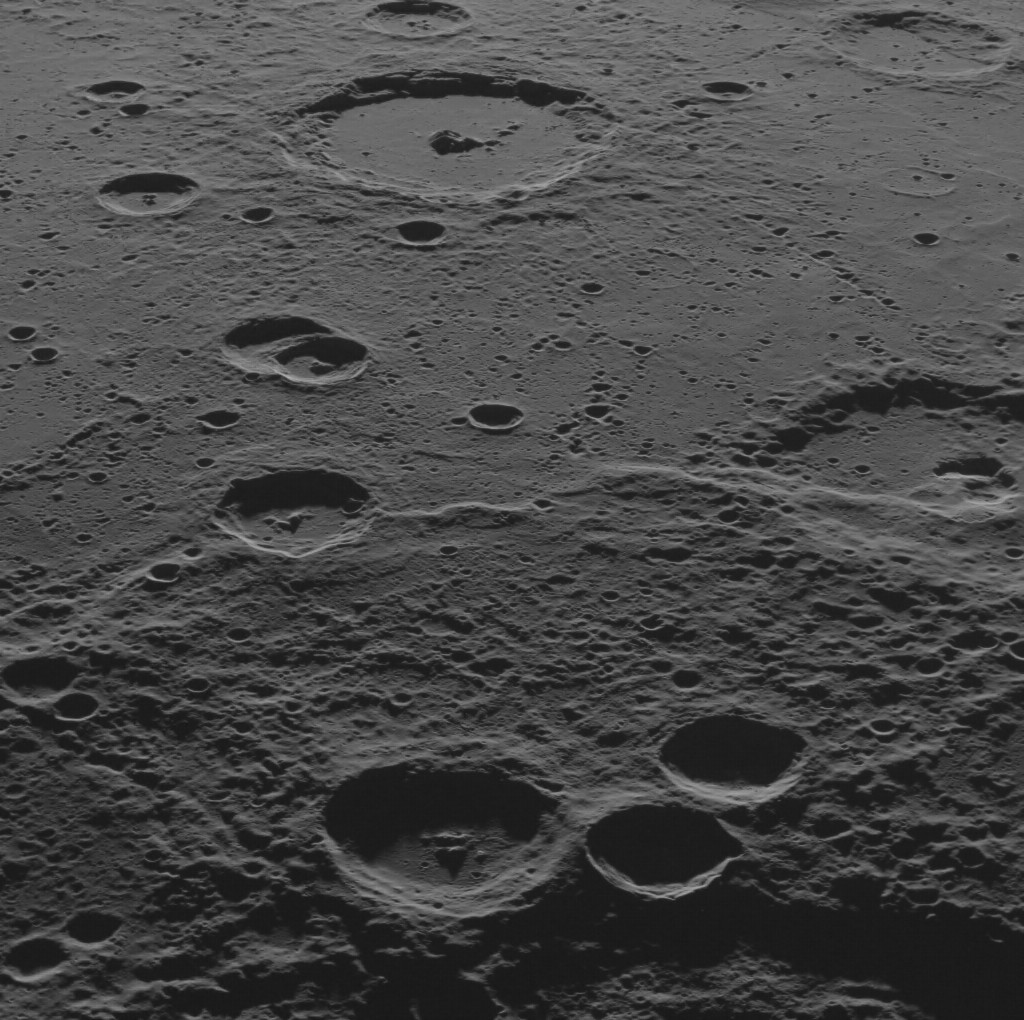
Victoria Rupes, avec le cratère Sor Juana à l'arrière-plan.
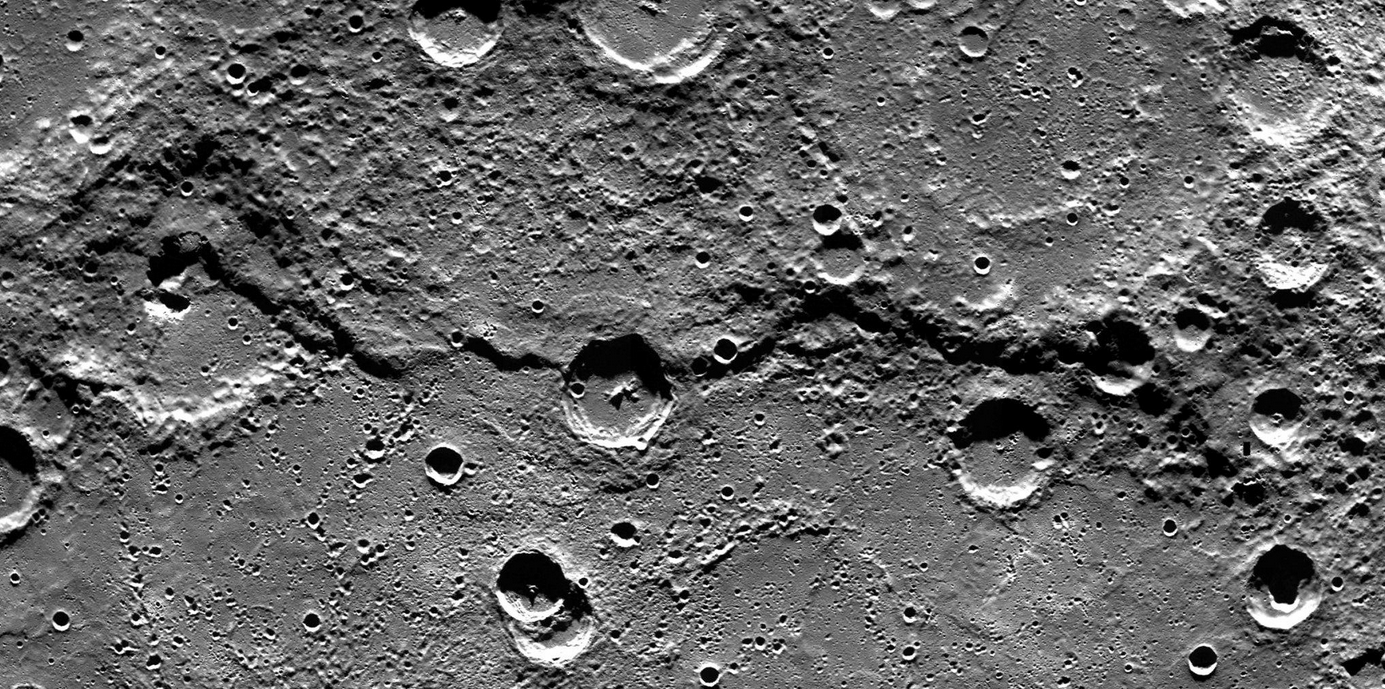
Victoria Rupes croisant à gauche le cratère Enheuanna